# Беккер (герб)
Беккер (пол. Becker, Beker, Bekier, Becker-Gockowski, Becker-Gotkowski, Leliwa odmienny) – шляхетський герб, ймовірно, різновид герба Леліва.

## Опис герба
Герб відомий, прийнамні, у двох варіантах. Описи згідно класичних правил блазонування:
Беккер I (Леліва відмінний): У полі невідомого кольору перевернутий півмісяць над шестикутною зіркою.
Беккер II: У блакитному (синьому) полі шестикутна срібна зірка. Клейнод: над шоломом в короні озброєна рука з мечем, звернена вліво, між двома крилами чорного орла. Намет блакитний, підбитий сріблом.

## Історія
Герб Беккер I відомий з печатки, нанесеної на документ 1570 року, що вживалась Мальхером Беккером (пол. Malcher Becker), що сплачував збір з с. Рацлавки. 
Герб Беккер II було зображено в гербовниках Ледебура (Wappenbuch der Preussischen Monarchie, 1828), Кнешке (Neues allgemeines deutsches Adels-Lexicon, 1861), Новому Зібмахері (Der Adel des Königreichs Preußen, 1906) та у Еміліана Шеліґи-Жерницького (Der Polnische Adel, 1900).

## Роди
Беккери (Becker, Bicker, Beker, Becker-Gockowski, Gockowski-Beckier, Beker-Gotzkowski, Becker-Gotkowski).
Більшість гербовників дає родині Беккер-Гоцковських (Becker-Gockowski) герб Правдич, з яким вони були вилегітимовані (отримали підтвердження шляхетства) в XIX ст.

## Рід Беккер-Гоцковських
В 1526 році Томаш Беккер отримав привілей на половину с. Гоцково (в сучасному Поморському воєводстві в Польщі). Наступні Беккери згадуються в 1570 році. З початку XVII ст. Беккери почали підписуватися як Беккери-Гоцковські. Представники цієї родини не займали жодних важливих урядів.